# Aitana Mas
Aitana Joana Mas Mas (Crevillente, 2 de julio de 1990) es una ingeniera técnica de obras públicas y política española. Síndica-portavoz adjunta de Compromís en las Corts Valencianes de 2019 a 2022, fue directora general de Transparencia y Participación de la Generalidad Valenciana en el primer «Gobierno del Botánico» (2015-2019). A raíz de la dimisión de Mónica Oltra en 2022, Mas asumió la vicepresidencia del Consell, la Conselleria de Igualdad y la portavocía del Consell.

## Biografía
Militante de Iniciativa del Pueblo Valenciano, partido integrante de la coalición Compromís, fue concejala del ayuntamiento de Crevillente entre los años 2011 y 2015. Lideró la candidatura de Compromís al Congreso de los Diputados por la circunscripción de Alicante en 2011, cuando tenía 21 años, convirtiéndose en la mujer más joven en encabezar una lista electoral en España hasta el momento.

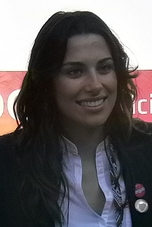
Aitana Mas en el acto de presentación de candidaturas de Compromís en València para las Elecciones Generales del 2011

En 2015 dio el salto a la política valenciana como directora general de Transparencia y Participación de la Generalidad Valenciana en el llamado primer gobierno del Botánico (2015-2019), dentro de la consejería de Participación, Transparencia, Cooperación y Calidad Democrática dirigida por su compañero de partido Manuel Alcaraz. Cuatro años más tarde encabezó la lista de Compromís en las elecciones a las Corts Valencianes de 2019 por la circunscripción de Alicante consiguiendo el acta de diputada.
En el 6º congreso de Iniciativa celebrado en febrero de 2022 fue elegida portavoz del partido junto con Alberto Ibáñez sucediendo a Mireia Mollà, Paco García Latorre y Miquel Real.